# Dikke linde

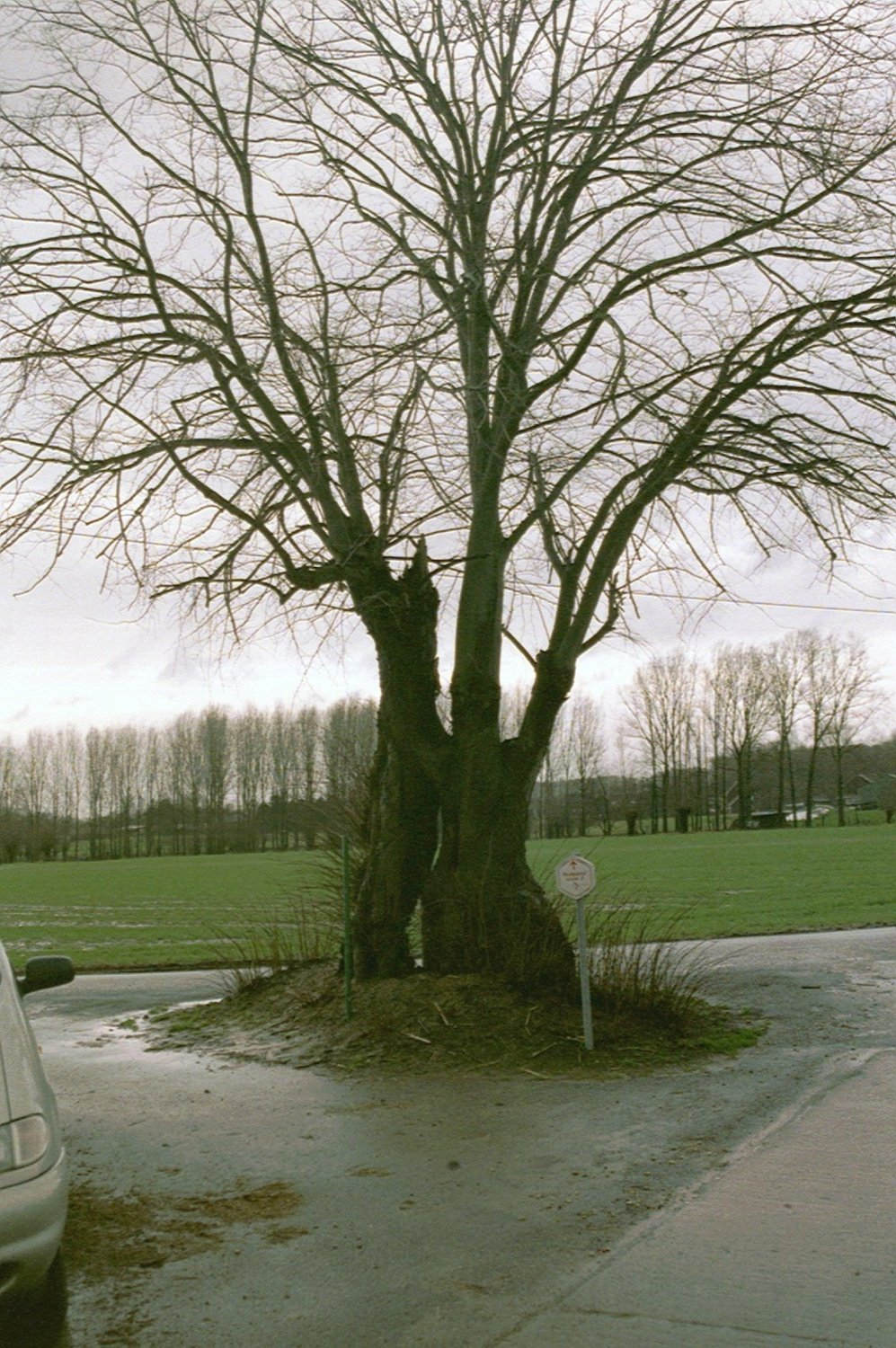
De Dikke Linde

De Dikke linde is een opgaande Hollandse linde op het kruispunt van de Hoogkouterstraat en de Lindestraat te Bavegem. De plaats rond deze boom is doorspekt van volkslegenden en sagen. Bekend is de streek ook als ontmoetingsplaats van heksen. De boom kreeg zo de bijnaam 'Spooklinde'. Sinds 1957 is de kruispuntboom beschermd als cultuurhistorisch landschap door zijn esthetische waarde.